# アレクシオス1世コムネノス
アレクシオス1世コムネノス（ギリシャ語: Αλέξιος Α' Κομνηνός, ラテン文字転写: Alexios I Komnenos, 1048年/1056年 - 1118年8月15日）は、東ローマ帝国コムネノス王朝の初代皇帝（在位：1081年 - 1118年）。崩壊寸前の帝国をあらゆる面で立て直し、その業績は「コムネノス再興（en:Komnenian restoration）」とも呼ばれる。

## 概要
1057年から1059年まで皇帝だったイサキオス1世コムネノスの甥に当たる。24歳で将軍となった。皇帝ミカエル7世の従弟アンドロニコス・ドゥーカスの娘エイレーネーと結婚した。

## 生涯

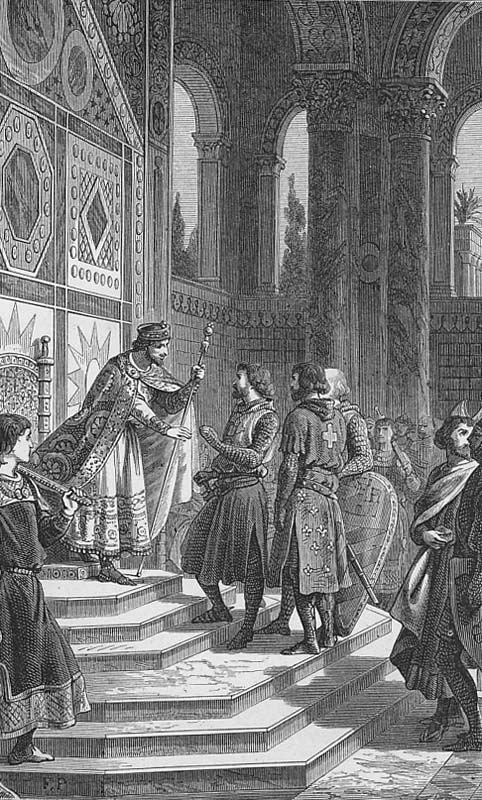
十字軍（ウスタシュ3世、ゴドフロワ・ド・ブイヨン、ボードゥアン1世兄弟）を迎えるアレクシオス

ドゥーカス王朝支配下の頃の東ローマ帝国は、内部では有力貴族の反乱が起こり、外部からはセルジューク朝やノルマン人に東西から侵攻を受け、まさに内憂外患の状態にあった。特に小アジアは大半が奪われ、首都コンスタンティノポリスの対岸にまでトルコ人が迫っていた。
このような中でアレクシオスは、1078年のカラブリュエの戦いでニケフォロス・ブリュエンニオス（やがて娘アンナ・コムネナと結婚するブリュエンニオスの同名の祖父）の反乱軍を破るなど、軍事的に頭角を現した。
1081年、アレクシオスは自ら反乱を起こして時の皇帝ニケフォロス3世ボタネイアテスを退位させ、皇帝としてコムネノス王朝を開いた。
即位後、アレクシオスは対外政策に力を注いだ。当時、11世紀半ばまで東ローマ帝国領であった南イタリア（マグナ・グラエキア）はノルマン人のロベルト・イル・グイスカルドによって征服され、その勢力はバルカン半島にまで及んできていた。しかし、アレクシオスはヴェネツィア共和国と同盟を結ぶことで海の守りを固め、ロベルトの子のボエモンを屈服させ、ロベルトの熱病死によって撃退させることに成功した。しかし、このときの同盟の代償としてヴェネツィアに関税特権などの様々な特権を与えたことが、のちに帝国内の商工業者の衰退、東ローマ帝国とヴェネツィア共和国との対立等を招く一因ともなってしまった。
帝国の西方ではクマン族などの異民族による侵攻もあったが、アレクシオス1世はクマン族をはじめとする異民族の討伐にも乗り出して、帝国西部の領土奪回を果たしている。また、東方のルーム・セルジューク朝に対しては、これを討つためにローマ教皇ウルバヌス2世に傭兵の提供を要請した。
ところが、これは第1回十字軍という思いもよらない事態を招いてしまった。1096年から開始されたこの十字軍遠征により、帝国は確かにイスラーム勢力の脅威から脱することはできたが、帝国領が十字軍遠征の通過地となった結果、十字軍の乱暴狼藉や略奪によって逆に苦しめられてしまった。

## 内政

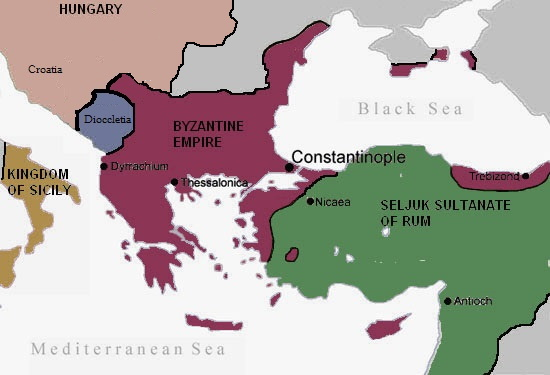
第1回十字軍前の東ローマ帝国

また内政面においては、通貨改革や爵位の再編を行ったほか、有力貴族と皇族との間に婚姻関係を結ぶことで関係を強化した。いわゆる「コムネノス一門」である。結果として1453年に帝国が滅亡するまで、すべての皇帝はコムネノス家・ドゥーカス家の血をひくこととなった。また大土地所有貴族たちに軍事力提供と引き換えに徴税権や土地を与えるプロノイア制を導入し、強力な私兵を抱える彼らの協力を得て帝国の軍事力を強化した。
これらの政策は孫のマヌエル1世の代になると帝国を窮地に陥れることになるが、ひとまずアレクシオス1世の統治によって再び安定の時代を迎えた。バシレイオス2世の没後衰退する一方だった帝国は、約100年の間衰退を食い止め、東地中海の強国の座を奪回・維持することに成功したのである。
1118年8月15日、コンスタンティノポリスで死去した。

## 子女
エイレーネー・ドゥーカイナやほかの妃との間に、以下の子をもうけた。
- アンナ・コムネナ
- マリア・コムネナ
- ヨハネス2世コムネノス
- アンドロニコス・コムネノス
- イサキオス・コムネノス
- エウドキア・コムネナ
- テオドラ・コムネナ
- マヌエル・コムネノス
- ゾエ・コムネナ

## 逸話
- 演説には非常に優れていたが、舌足らずでR（ギリシア語の ρ（ロー））がうまく発音できなかったと言われる[2][3]。